# John Newcombe

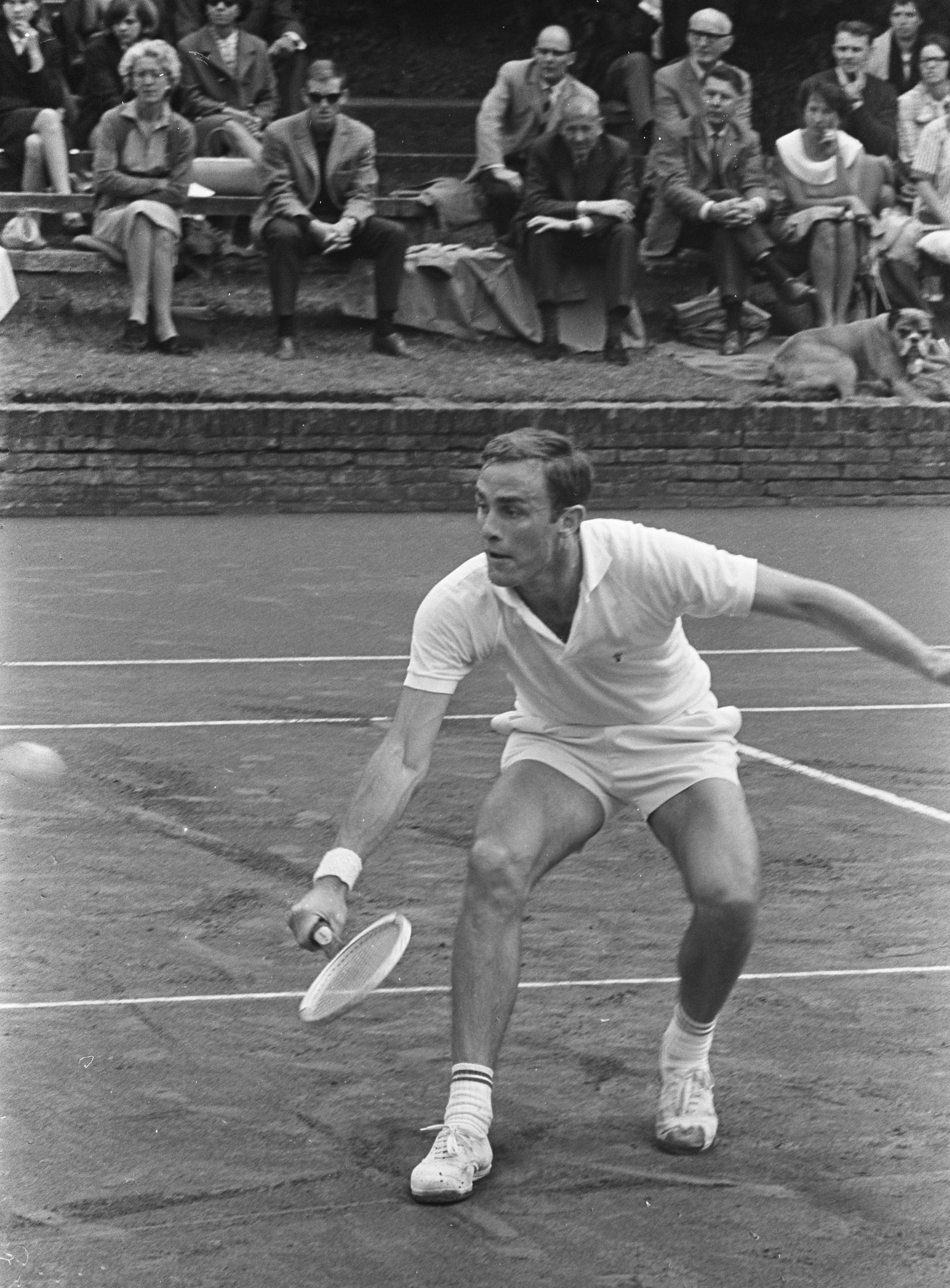
Newcombe op 't Melkhuisje in 1965.

John Newcombe (Sydney, 23 mei 1944) is een voormalig tennisser uit Australië.
In 1965 won hij het Open op 't Melkhuisje in Hilversum en het Wimbledon dubbel met Tony Roche. In hetzelfde jaar speelt hij de Davis Cup met Roy Emerson, Fred Stolle en Tony Roche. Ze verslaan in de finale het Spaanse team, bestaande uit José-Maria Arilla, Juan Gisbert en Manuel Santana.
In zijn carrière won hij 31 titels in het enkelspel, waaronder Wimbledon in 1970, 1971; in 1973 de Australian Open- en US Open-titels en in 1975 opnieuw de titel op het Australian Open.
In het dubbelspel behaalde hij 33 titels, waaronder 17 grandslamtitels:
- Australian Open: 1965, 1969, 1971, 1973, 1976
- Roland Garros: 1967, 1969, 1973
- Wimbledon: 1965, 1966, 1968, 1969, 1970, 1974
- US Open: 1967, 1971, 1973

In zijn loopbaan als tennisser verdiende hij in het totaal een som van US$ 1.062.408 aan prijzengeld.

## Resultaten grandslamtoernooien
| Legenda | Legenda                          |
| ------- | -------------------------------- |
| g.t.    | geen toernooi gehouden           |
| l.c.    | lagere categorie                 |
| –       | niet deelgenomen                 |
| G       | uitgeschakeld in de groepsfase   |
| 1R      | uitgeschakeld in de eerste ronde |
| 2R      | uitgeschakeld in de tweede ronde |
| 3R      | uitgeschakeld in de derde ronde  |
| 4R      | uitgeschakeld in de vierde ronde |
| KF      | uitgeschakeld in de kwartfinale  |
| HF      | uitgeschakeld in de halve finale |
| F       | de finale verloren               |
| W       | het toernooi gewonnen            |
| w-v     | winst/verlies-balans             |

### Enkelspel
| Toernooi        | 1961 | 1962 | 1963 | 1964 | 1965 | 1966 | 1967 | 1968 | 1969 | 1970 | 1971 | 1972 | 1973 | 1974 | 1975 | 1976 | 1977 | 1977 | 1978 | 1979 | 1980 | 1981 | 1982 | 1983 | 1984 |
| --------------- | ---- | ---- | ---- | ---- | ---- | ---- | ---- | ---- | ---- | ---- | ---- | ---- | ---- | ---- | ---- | ---- | ---- | ---- | ---- | ---- | ---- | ---- | ---- | ---- | ---- |
| Australian Open | –    | KF   | KF   | KF   | HF   | HF   | HF   | –    | KF   | KF   | 4R   | KF   | W    | KF   | W    | F    | –    | KF   | –    | –    | –    | –    | –    | –    | –    |
| Roland Garros   | 3R   | 3R   | –    | 2R   | KF   | 3R   | 4R   | –    | KF   | –    | –    | –    | 1R   | –    | –    | 1R   | –    | –    | –    | –    | –    | –    | –    | –    | –    |
| Wimbledon       | 1R   | 2R   | 1R   | 1R   | 4R   | 3R   | W    | 4R   | F    | W    | W    | –    | –    | KF   | –    | 3R   | –    | –    | 4R   | –    | –    | –    | –    | –    | –    |
| US Open         | –    | –    | 4R   | 3R   | –    | F    | W    | KF   | HF   | HF   | 1R   | 3R   | W    | HF   | –    | –    | –    | –    | –    | –    | –    | –    | –    | –    | –    |

### Mannendubbelspel
| Toernooi        | 1961 | 1962 | 1963 | 1964 | 1965 | 1966 | 1967 | 1968 | 1969 | 1970 | 1971 | 1972 | 1973 | 1974 | 1975 | 1976 | 1977 | 1977 | 1978 | 1979 | 1980 | 1981 | 1982 | 1983 | 1984 |
| --------------- | ---- | ---- | ---- | ---- | ---- | ---- | ---- | ---- | ---- | ---- | ---- | ---- | ---- | ---- | ---- | ---- | ---- | ---- | ---- | ---- | ---- | ---- | ---- | ---- | ---- |
| Australian Open | 2R   | HF   | F    | HF   | W    | F    | W    | –    | HF   | KF   | W    | HF   | W    | HF   | HF   | W    | –    | KF   | –    | –    | –    | –    | –    | –    | –    |
| Roland Garros   | ?    | ?    | ?    | F    | ?    | ?    | W    | –    | W    | –    | –    | –    | W    | –    | –    | –    | –    | –    | –    | –    | –    | –    | –    | –    | –    |
| Wimbledon       | HF   | 1R   | KF   | KF   | W    | W    | KF   | W    | W    | W    | 1R   | –    | –    | W    | –    | 1R   | 1R   | 1R   | 3R   | 3R   | 1R   | 1R   | 1R   | 1R   | –    |
| US Open         | ?    | ?    | ?    | ?    | ?    | ?    | W    | KF   | KF   | 2R   | W    | F    | W    | HF   | –    | –    | 1R   | 1R   | 2R   | 2R   | 2R   | HF   | 2R   | 1R   | –    |